# Argyreia micrantha
Argyreia micrantha är en vindeväxtart som beskrevs av V. Ooststr. Argyreia micrantha ingår i släktet Argyreia och familjen vindeväxter. Inga underarter finns listade i Catalogue of Life.